# The Complete Studio Recordings (album des Doors)
Pour les articles homonymes, voir The Complete Studio Recordings.
The Complete Studio Recordings est une compilation de tous les albums du groupe de rock The Doors parue le 9 novembre 1999 sur le label Elektra Records.
The Complete Studio Recordings comprend les albums suivants :
- The Doors, originellement paru en 1967
- Strange Days, originellement paru en 1967
- Waiting For The Sun, originellement paru en 1968
- The Soft Parade, originellement paru en 1969
- Morrison Hotel, originellement paru en 1970
- L.A. Woman, originellement paru en 1971

Le dernier CD, intitulé Essential Rarities, contient des versions live et des demos des plus grands hits du groupe, agrémentés de certaines chansons inédites. Voici la liste des plages incluses sur le CD :
- - Hello to the Cities
  - Break On Through (Live)
  - Roadhouse Blues (Live)
  - Hyacinth House (démo)
  - Who Scared You (démo)
  - Whisky Mystics and Men
  - I Will Never Be Untrue
  - Moonlight Drive (démo)
  - Queen of the Highway (démo)
  - Someday Soon
  - Hello, I Love You (démo)
  - Orange County Suite
  - The Soft Parade
  - The End (live)
  - Woman Is a Devil